# Huité
Huité – miasto na południowym wschodzie Gwatemali, w departamencie Zacapa. Według danych szacunkowych z 2012 roku liczba mieszkańców wynosiła 3170 osób. Miasto leży około 24 km na zachód od stolicy departamentu miasta Zacapa, niedaleko granicy z departamentem Chiquimula. Huité leży na wysokości 305 m n.p.m., w widłach rzek Motagua i Río Huité.

## Gmina Huité
Miejscowość jest także siedzibą władz gminy o tej samej nazwie, która jest największą z dziesięciu gmin w departamencie. W 2012 roku gmina liczyła 9853 mieszkańców a w jej skład oprócz miejscowości Huité wchodziło 5 wsi. Gmina jak na warunki Gwatemali jest średniej wielkości, a jej powierzchnia obejmuje 87 km².
Mieszkańcy, według danych z 2006 roku, utrzymują się głównie rolnictwa (62%), usług (35%) oraz hodowli zwierząt i rzemiosła artystycznego. W rolnictwie oprócz uprawianych w całej Gwatemali kukurydzy i fasoli to największy wolumen produkcji stanowi uprawa sorgo, tytoniu i jabłek. W produkcji zwierząt najczęściej jest produkowana trzoda chlewna i bydło na mięso. Wyroby rzemieślnicze z których znana jest gmina Gualán to wyroby stolarskie ze szczególnym uwzględnieniem mebli oraz kowalstwo.
Klimat gminy jest równikowy. Według klasyfikacji Köppena należy do klimatów tropikalnych monsunowych (Am), z wyraźną porą deszczową występującą od maja do września, z codziennymi opadami przez około 90 dni. Temperatura powietrza zawiera się w przedziale pomiędzy 25 a 38 °C.